# Očistky
Očistky (anglicky lochia) je označení pro vaginální výtok, který se objevuje po porodu a obsahuje krev, hlen a odlučující se tkáň děložní sliznice.  Tento výtok je přirozenou součástí období šestinedělí, které trvá přibližně čtyři až osm týdnů. Zpočátku, během prvních dvou dnů, jsou očistky sterilní, avšak od třetího až čtvrtého dne dochází k osídlení děložního prostředí běžnou vaginální mikroflórou, včetně nehemolytických streptokoků a Escherichia coli. V této době se rovněž doporučuje používat poporodní vložky či menstruační vložky namísto tamponů, aby se zabránilo zavádění cizích těles do pochvy a předešlo se infekci.

## Jednotlivé fáze očistků
Očistky probíhají ve třech postupných fázích, které odrážejí změny v jeho složení a vzhledu:
1. Lochia rubra (také lochia cruenta): Je první fáze, trvající přibližně 1 až 4 dny po porodu. Výtok je sytě červený kvůli vysokému obsahu krve a obsahuje rovněž zbytky plodových obalů, odlučující se sliznici dělohy, mázek, lanugo (jemné ochlupení plodu) a další tkáně.[4]
2. Lochia serosa: Nastupuje po odeznění krvácení a trvá přibližně do desátého dne po porodu. Výtok má narůžovělou až hnědavou barvu a je složen ze serózní tekutiny, erytrocytů, leukocytů, hlenu z děložního hrdla a mikroorganismů. Přetrvává-li tato fáze déle než několik týdnů, může jít o příznak pozdního poporodního krvácení, které vyžaduje lékařskou pozornost.
3. Lochia alba (někdy označovaná jako lochia purulenta): Představuje závěrečnou fázi, kdy se výtok stává bělavým až žlutobílým. Objevuje se zhruba od druhého týdne a může přetrvávat až do šestého týdne po porodu. Obsahuje již minimum červených krvinek a je tvořena především leukocyty, odlučujícími se buňkami výstelky dělohy, cholesterolem, tuky, hlenem a mikroorganismy. Dlouhodobé přetrvávání této fáze může signalizovat přítomnost genitální léze, a je vhodné vyhledat lékařské vyšetření.

## Komplikace očistků
Za normálních okolností mají očistky zápach podobný menstruační krvi. Výskyt silně zapáchajícího výtoku nebo změna jeho barvy dozelena může signalizovat mikrobiální kontaminaci, například infekci způsobenou Chlamydia trachomatis nebo Staphylococcus saprophyticus. Zadržování očistků v dutině děložní se označuje jako lochiostáza nebo lochioschésis. Tento stav může vést k rozšíření dělohy v důsledku nahromaděného výtoku, což může deformovat její tvar a způsobit bolest nebo komplikace při zavinování dělohy. Naopak nadměrné množství očistců, známé jako lochiorea, může být známkou infekčního procesu a vyžaduje lékařské vyšetření.